# لسان الشرق
لسان الشرق هي جريدة يومية تعنى بتاريخ الشرق والدعوة إلى التربية والتعليم، وتعتبر أول جريدة تصدر في مدينة حماة، أسسها أحمد الصابوني بعد إعلان الدستور العثماني عام 1908 وتوقفت عام 1328 هـ الموافق 1910 م نتيجة ضغوط متزايدة من العثمانيين.